# Tramwaje w Sintrze
Tramwaje w Sintrze − system komunikacji tramwajowej działający w portugalskim mieście Sintra.

## Historia
Budowę linii tramwajowej w Sintrze rozpoczęto w 1902 r. Tramwaje uruchomiono 31 marca 1904 r. na odcinku o długości niespełna 9 km, na trasie Sintra − São Sebastião de Colares. W lipcu linia została przedłużona o kolejne 3 km do Praia das Maçãs. 31 stycznia otwarto kolejne przedłużenia do Azenhas do Mar, dzięki czemu linia osiągnęła długość 14,6 km. Problemy tramwajów w Sintrze rozpoczęły się pod koniec lat 40. XX wieku. Linię tramwajową zamknięto w lipcu 1975 i zastąpiono autobusami. Pomimo trudności, ruch na linii został przywrócony 15 maja 1980 r., ale tylko na docinku Banzão – Praia. W latach 1996–1997 ruch został przywrócony do Ribeira i Praia das Maçãs. W 2004 r. linię odbudowano do Sintry do końcówki Estefânia.

## Tabor
Do obsługi linii w Sintrze służy 8 wagonów silnikowych Brill Crossbench tram oraz 6 doczepnych Brill Saloon tram. Oba typy pochodzą z 1903.